# Andres Salvacion
Andres D. Salvacion, Jr. ist ein philippinischer Politiker der Lakas-Demokratikong Kristiyano at Muslim (Lakas–CMD) sowie zurzeit der Liberal Party (LP), der seit 2007 Mitglied des Repräsentantenhauses ist.

## Leben
Salvacion absolvierte nach dem Schulbesuch ein Studium der Kriminologie an der University of the Visayas, das er 1960 mit Bachelor of Science (B.S. Criminology) abschloss. Ein postgraduales Studium der Pädagogik am Republican College beendete er mit einem Master of Arts (M.A. Education). 1966 begann er seine berufliche Laufbahn bei der zum Finanzministerium (Department of Finance) gehörenden Zollpolizeibehörde (Bureau of Customs) und war dort zunächst als Sonderbeamter SPO (Special Police Officer) tätig sowie anschließend zwischen 1969 und 1975 als Zollprüfer. Nachdem er zwischen 1975 und 1989 als Beurteiler beim Zoll tätig gewesen war, wurde er Operationsoffizier und war zuletzt von 1999 bis 2006 Leiter einer Bezirksstelle (District Collector) der Zollbehörde.
Bei der Parlamentswahl vom 14. Mai 2007 wurde Salvacion für die Lakas-Demokratikong Kristiyano at Muslim (Lakas–CMD) erstmals zum Mitglied des Repräsentantenhauses gewählt und vertritt in diesem seither den Wahlkreis Leyte 3rd District. Bei der Parlamentswahl vom 10. Mai 2010 wurde er mit 48.083 Stimmen (59,48 Prozent) wiedergewählt und konnte sich damit gegen den Kandidaten der Nacionalista Party (NP), Eduardo Veloso, durchsetzen, auf den 31.311 Wählerstimmen (38,73 Prozent) entfielen.
Er wurde bei der Parlamentswahl vom 13. Mai 2013 wiedergewählt, wobei er diesmal für die Liberal Party antrat. Mit 31.088 Wählerstimmen (54,15 Prozent) lag er deutlich vor dem Kandidaten der United Nationalist Alliance (UNA), Bernard Jonathan Ramandaban, der auf 20.773 Stimmen (36,18 Prozent) kam. In der derzeitigen, von 2013 bis 2016 dauernden 16. Legislaturperiode ist er Vorsitzender des Parlamentsausschusses für den öffentlichen Dienst und berufliche Regelungen (Committee for Civil Service and Professional Regulation). Dieser ist zuständig für alle Angelegenheiten, die sich unmittelbar und grundsätzlich mit der Organisation, Durchführung, Leitung, Gesetzen und Regelungen des öffentlichen Dienstes beschäftigen. Daneben befasst sich der Ausschuss mit dem Status, der Alimentierung und Zusatzvergütungen von Regierungsbeamten und Angestellten sowie den Bestimmungen über den Zugang und die Ausübung von Berufen.
Da Salvacion die Höchstgrenze der konsekutiven Wählbarkeit von neun Jahren erreicht hat, darf er bei den kommenden Parlamentswahlen am 9. Mai 2016 nicht erneut kandidieren, und wird somit aus dem Repräsentantenhaus ausscheiden.